# Caterina Cornaro
Caterina Cornaro (Venècia; 1454 - 10 de juliol de 1510), noble veneciana, va arribar a ser reina de Xipre pel seu matrimoni amb Jaume II de Xipre; va ser regent del seu fill i reina sota control de la República de Venècia. Del seu marit també va heretar el títol del desaparegut Regne d'Armènia.

## Biografia
Filla de Marco Cornaro i de Fiorenza Crispo, pertanyia a una de les famílies més riques i influents de la República de Venècia, els Cornaro.
Es va educar en un monestir de Pàdua fins a l'edat de 14 anys; la seva bellesa era notòria i el rei de Xipre, Jaume II el Bastard, la va seleccionar com a esposa; es va fer la demanda al dux Francesco Foscari per mitjà de l'ambaixador Felip Mistachiel, es va signar un acord i va ser promesa com a esposa al rei de Xipre i d'Armènia. L'acord fixat pel senat deia que seria adoptada i entronitzada com a filla de la república i que el seu dot seria la d'una reina (foren 61.000 ducats), però l'objectiu era, si moria sense hereus, recollir en herència la corona xipriota. El senat venecià garantia suport incondicional a Xipre i no vulneraria mai la seva independència mentre que, a canvi, Venècia rebria els antics drets genovesos sobre els ports de Famagusta i Cerines. El tractat especificava que si Jaume moria sense hereus legítims, Caterina seria reina, i a la seva mort passaria la corona a Venècia.
El matrimoni es va fer per poders el 30 de juliol del 1468. Durant quatre anys va aprendre el cerimonial de la cort xipriota. Finalment va marxar el 27 de setembre del 1472. El mateix dia de l'arribada, al novembre, es va casar a la catedral amb el rei Jaume, cerimònia presidida per l'arquebisbe català Lluís Perez Fàbregues. Fou molt popular al país. Aviat va tenir les seves relacions principals amb la comunitat veneciana al país que dirigia el seu oncle Andreu Cornaro.
Jaume va morir la nit del 6 al 7 de juliol del 1473, després d'haver fet un testament confirmant les peticions del senat venecià. El primer hereu era el fill pòstum, però després entrava el seu fill natural Eugeni de Lusignan; a més, establia un consell de regència amb Andreu Cornaro, Pere Davila, el comte de Trípoli, Joan Perez Fabrici comte de Jaffa, Rizo di Martino i el comte de Rochas. Venècia va enviar mercenaris com a protecció especial per a Caterina. Va donar a llum el 8 d'agost del 1473.
En la nit del 13 de novembre del 1473, un grup de nobles catalans liderats pel bisbe de Nicòsia Lluís Perez Fàbregues, que pretenien alliberar-se del domini venecià i retornar al tron l'exiliada Carlota de Xipre, van irrompre en el palau i van raptar el petit hereu. Còmplice dels conjurats, Rizzo di Marino va assassinar el conseller Paolo Zappa i va tirar el cadàver a un pou, fet que va desencadenar una matança de venecians a Famagusta, entre els quals Gabriele Gentile, metge de Caterina, Andreu Cornaro i el seu nebot Marco Bembo (els cossos foren tirats a les rases de la fortalesa de Famagusta). Els conjurats van saquejar a més el tresor dels Lusignan. Es va formar un govern provisional.
El 24 de novembre del 1473, el proveditore Vettor Sorranzo va assetjar Famagusta; va aconseguir prendre el control del palau reial l'1 de gener del 1474 i obligà els conjurats a refugiar-se en un vaixell de Nàpols. Caterina fou restituïda com a regent sota el control de la República Veneciana. El 28 de març del 1474, el senat venecià decidia la incorporació de facto de l'illa i concedia una constitució que confirmava la reina regent en els seus títols, mentre que el poder polític efectiu quedava confiat a consellers designats pel senat venecià.
El jove rei Jaume III va morir de paludisme (alguns diuen que enverinat) el 26 d'agost del 1474. Caterina fou proclamada reina, però els consellers venecians van procurar apartar-la dels afers. Caterina va haver de fer front a diversos complots fomentats per:
- La seva cunyada Carlota de Xipre, que volia recuperar el tron;
- El rei Ferran I de Nàpols, que volia posar al tron de Xipre el seu fill natural Alonso, promès a Carla, filla natural de Jaume II.

Caterina, pel seu costat, es beneficià de la presència del seu cosí Giorgio Contarini, comte de Jaffa, i els dos es van fer amants.
El 10 de maig del 1476, Caterina fou reconeguda reina pel soldà mameluc del Caire, sobirà feudal de l'illa, fet que descartava les pretensions de Carlota de Xipre. Caterina es va oposar a les intromissions venecianes en el govern de l'illa.
El 1488, després de descobrir-se una altra conjura per part de nobles catalans, va arribar a Famagusta el seu germà Giorgio Cornaro (24 de gener del 1489) i va demanar a la reina l'abdicació a favor de Venècia. Caterina va acceptar el 26 de febrer del 1489 i es va traslladar a Venècia el 14 de març següent. A l'any següent va abdicar de forma oficial. Li fou atorgat el feu d'Asolo,on va continuar ocupant els títols i rangs de reina. Va morir a Venècia el 1510.

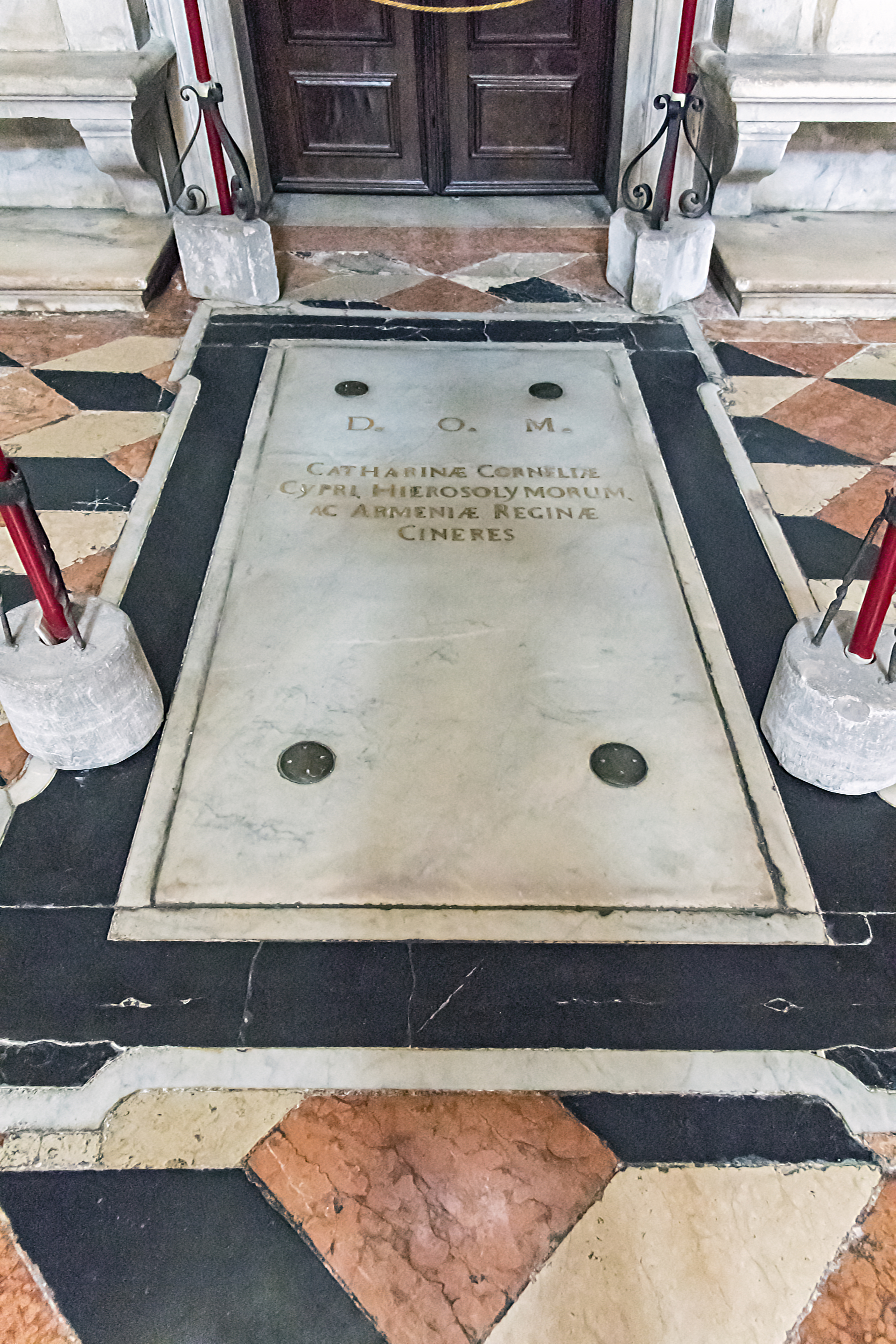
La seva tomba
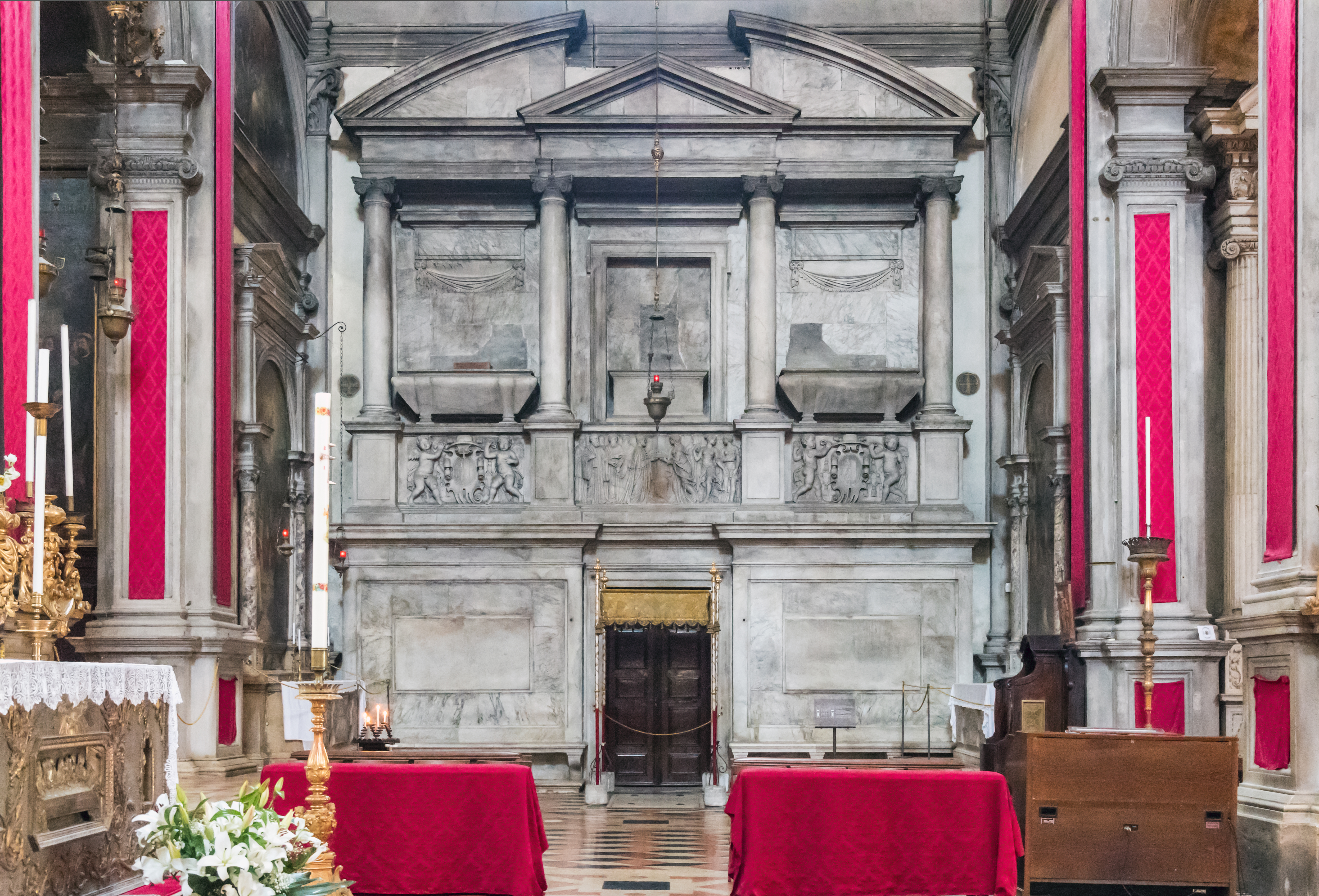
El seu monument funerari

## Òperes
A la figura de Caterina Cornaro s'ha dedicat una òpera, La Regni de Chypre de Fromental Halévy, amb llibret de Jules-Henri Vernoy de Saint-Georges, estrenada a París el 22 de desembre del 1841. Sobre el mateix llibret de Saint-Georges es va basar la versió de Giacomo Sacchero per a l'obra Caterina Cornaro de Gaetano Donizetti, posada en escena al teatre San Carlo de Nàpols el 18 de gener del 1844.

## Literatura
Sota el títol La reina de Xipre, Marian Izaguirre ha escrit un dels seus millors contes. En ell, la protagonista, una escriptora actual, es troba sense saber-ho parlant amb Caterina Cornaro, que la convida a una exposició del mateix Gentile Bellini. L'obra constitueix un emotiu i preciós relat sobre la inexistència del temps.